# Tulská oblast
Tulská oblast (rusky Тульская область) je jedna z oblastí v Rusku. Její rozloha je 25 700 km² a žije zde přibližně 1,47 milionu obyvatel. Hlavním městem je Tula.

## Historie
Tulská gubernie byla vytvořena 9. března 1777, vyčleněním z kalužského místodržitelství. Již 19. září byla povýšena na samostatné místodržitelství. Tulská oblast vznikla v září 1937.

## Oblastní symboly

### Vlajka
Vlajka Tulské oblasti je tvořena červeným listem o poměru stran 2:3. V jeho středu jsou figury ze znaku oblasti: vodorovně a ostřím k žerdi otočená čepel meče bílé barvy, položené přes dvě stejně bílé čepele zkřížené úhlopříčně; čepele jsou provázen nahoře a dole svisle postavenými žlutými kladívky.

## Geografie
Tulská oblast leží jižně od Moskvy a hraničí s oblastmi: Rjazaňská, Lipecká, Orelská a Kalužská. Největšími řekami jsou Don, Upa a Oka. Oblast má kontinentální podnebí.

## Ekonomika
Největšími průmyslovými městy jsou Novomoskovsk a Alexin. Oblast vyniká hlavně chemickým průmyslem, strojírenstvím a metalurgií.

## Kultura

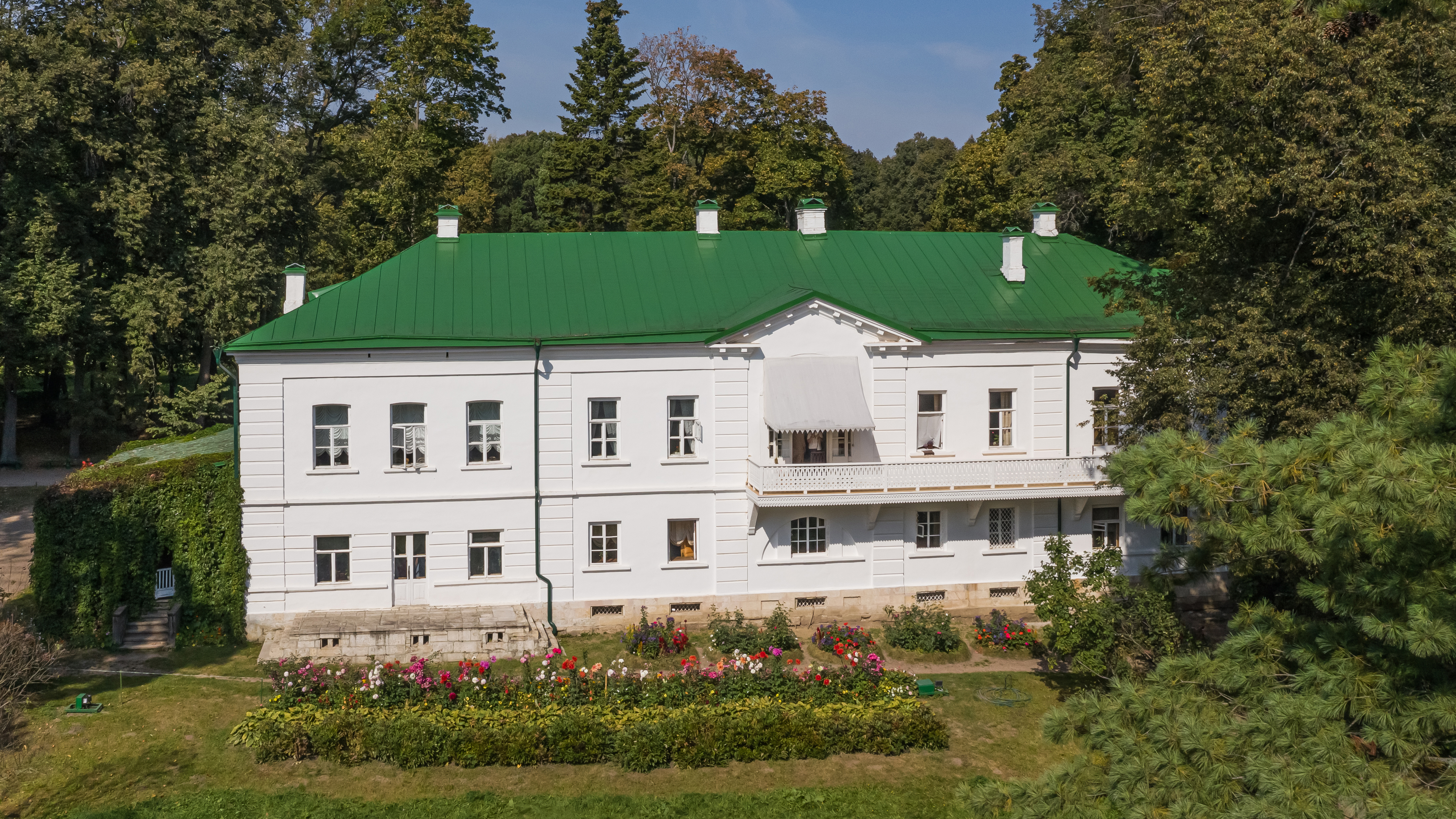
Rodiště L. N. Tolstého

V oblasti je 32 muzeí. Nejvíc jich je v největším městě Tula. Další cennou kulturní památkou je Jasná Poljana, domov a rodiště Lva Nikolajeviče Tolstého.